# Мерчант (сервіс)
Мерчант (англ. merchant — купець, торговець, комерсант) — назва для широкої категорії фінансових послуг, призначених для використання в бізнесі. Найчастіше ця назва відноситься до служби, яка дозволяє отримувати платежі з використанням банківської картки (еквайринг). У загальному випадку цей термін може мати на увазі наступні значення:
- отримання платежів через банківські картки;
- перевірка та надання гарантій отримання послуг;
- автоматизована система складання послуги;
- програми подарунків та карт лояльності;
- платіжний шлюз;
- маркетинг електронною поштою;
- прямий поштовий маркетинг;
- системи онлайн замовлень.